# Американское антикварное общество
Американское антикварное общество (англ. American Antiquarian Society, сокр. AAS) — научное общество и одновременно национальная исследовательская библиотека американской истории и культуры до двадцатого века, расположенные в Вустере, штат Массачусетс. Старейшее историческое общество в США с национальной направленностью.

## История
Организация с первоначальным названием Американское общество антикваров (American Society of Antiquaries) была создана по инициативе Исайи Томаса 24 октября 1812 года актом Генерального совета Массачусетса. Стало третьим историческим обществом, созданным в США, и первым по своим масштабам.
Первое здание библиотеки, куда перешли около 8000 томов из личной библиотеки Томаса, было возведено в 1820 году в центре города Вустер. В 1853 году общество переместило свои коллекции в более крупное здание на углу Хайленд-стрит. Позже это здание было оставлено, и было построено новое, разработанное бостонской архитектурной фирмой Bradlee, Winslow & Wetherell. Здание георгианского возрождения было построено в 1910 году и стоит на углу Парк-авеню и Солсбери-стрит. Впоследствии к нему было пристроено несколько помещений для размещения растущей коллекции, последнее из которых было завершено в 2019 году. Главное здание антикварного общества, известное как Antiquarian Hall, является национальным историческим памятником США.
Миссия Американского антикварного общества состоит в том, чтобы собирать, сохранять и сделать доступными для изучения все печатные документы Соединенных Штатов Америки. Организация предлагает программы для профессиональных ученых, студентов, аспирантов, преподавателей, профессиональных художников, писателей и широкой публики.
В настоящее время коллекции общества содержит более четырёх миллионов книг, брошюр, газет, периодических изданий, графических материалов и рукописей. В нём хранятся копии двух третей всех книг, которые были напечатаны на территории нынешних Соединенных Штатов с момента основания первой типографии в 1640 году по 1820 год; многие из этих томов чрезвычайно редки, а некоторые из них уникальны. Американское антикварное общество имеет одну из самых больших коллекций газет, напечатанных в Америке до 1876 года, где находится более двух миллионов экземпляров.
За свою двухсотлетнюю историю у антикварного общества было 14 руководителей, действующим с 2020 года является Скотт Каспер (Scott Casper).
Президент США Обама в 2013 году на церемонии в Белом доме вручил Американскому антикварному обществу награду — Национальная гуманитарная медаль США